# Ibrahima Kébé
Ibrahima Kébé (Bamako, 2 agosto 2000) è un calciatore maliano, difensore svincolato.

## Carriera
Cresciuto nel settore giovanile del Girona, ha esordito in prima squadra il 13 giugno 2020 disputando l'incontro di Segunda División pareggiato 0-0 contro il Las Palmas.

## Statistiche

### Presenze e reti nei club
Statistiche aggiornate al 22 gennaio 2024.
| Stagione        | Squadra         | Campionato      | Campionato | Campionato | Coppe nazionali | Coppe nazionali | Coppe nazionali | Coppe continentali | Coppe continentali | Coppe continentali | Altre coppe | Altre coppe | Altre coppe | Totale | Totale |
| Stagione        | Squadra         | Comp            | Pres       | Reti       | Comp            | Pres            | Reti            | Comp               | Pres               | Reti               | Comp        | Pres        | Reti        | Pres   | Reti   |
| --------------- | --------------- | --------------- | ---------- | ---------- | --------------- | --------------- | --------------- | ------------------ | ------------------ | ------------------ | ----------- | ----------- | ----------- | ------ | ------ |
| giu.-lug. 2020  | Girona          | SD              | 2          | 0          | CR              | -               | -               |                    | -                  | -                  |             | -           | -           | 2      | 0      |
| 2020-2021       | Girona          | SD              | 25+3       | 0          | CR              | 4               | 0               |                    | -                  | -                  |             | -           | -           | 32     | 0      |
| 2021-2022       | Girona          | SD              | 26         | 1          | CR              | 4               | 0               |                    | -                  | -                  |             | -           | -           | 30     | 1      |
| 2022-2023       | Girona          | PD              | 0          | 0          | CR              | 0               | 0               |                    | -                  | -                  |             | -           | -           | 0      | 0      |
| 2023-gen. 2024  | Girona          | PD              | 2          | 0          | CR              | 3               | 0               |                    | -                  | -                  |             | -           | -           | 5      | 0      |
| Totale Girona   | Totale Girona   | Totale Girona   | 58         | 1          |                 | 11              | 0               |                    | -                  | -                  |             | -           | -           | 69     | 1      |
| gen.-giu. 2024  | Mirandés        | SD              | 0          | 0          | CR              | -               | -               |                    | -                  | -                  |             | -           | -           | 0      | 0      |
| Totale carriera | Totale carriera | Totale carriera | 58         | 1          |                 | 11              | 0               |                    | -                  | -                  |             | -           | -           | 69     | 1      |